# Švenekit
Švenekit ist ein sehr selten vorkommendes Mineral aus der Mineralklasse der „Phosphate, Arsenate und Vanadate“ mit der chemischen Zusammensetzung Ca[AsO2(OH)2]2 und damit chemisch gesehen ein basisches Calcium-Arsenat.
Švenekit kristallisiert im triklinen Kristallsystem, entwickelt aber nur mikroskopisch kleine, plättchenförmige Kristalle bis etwa 100–150 μm Länge, die meist zu rosettenförmigen Mineral-Aggregaten bis etwa 3 mm Durchmesser verwachsen sind. Des Weiteren kann man Švenekit in Form traubiger Krusten finden.
In reiner Form ist Švenekit farblos und durchsichtig mit glasähnlichem Glanz auf den Oberflächen. Durch vielfache Lichtbrechung aufgrund von Gitterbaufehlern oder polykristalliner Ausbildung kann er aber auch kalkweiß durchscheinend sein.

## Etymologie und Geschichte
Erstmals entdeckt wurde Švenekit im Geschieber-Gang der Grube Einigkeit nahe der tschechischen Stadt Jáchymov. Die Analyse und Erstbeschreibung des erfolgte 1999 durch ein Team von Mineralogen um Petr Ondruš, namentlich Roman Skála, Jakub Plášil, Jiří Sejkora, František Veselovsky, Jiří Čejka, Anna Kallistova, Jan Hloušek, Karla Fejfarová, Radek Škoda, Michal Dušek, Ananda Gabašová, Vladimír Machovič und Ladislav Lapčák. Diese benannten das Mineral zu Ehren von Jaroslav Švenek (1927–1994), dem ehemaligen Kurator der mineralogischen Sammlung im Prager Nationalmuseum.
Die Analyseergebnisse und der gewählte Name wurde bei der International Mineralogical Association (IMA) zur Prüfung eingereicht (interne Eingangs-Nr. der IMA: 1999-007), die den Švenekit als eigenständige Mineralart anerkannte. Die Publikation der Erstbeschreibung erfolgte 2013 im Mineralogical Magazine.
Gelegentlich ist der Mineralname in der Schreibweise Svenekit (ohne Hatschek über dem S) zu finden, was allerdings nicht den Vorgaben zur Mineralbenennung der IMA entspricht, nach der beispielsweise bei Mineralen, die nach einer Person benannt wurden, darauf geachtet werden muss, dass die Schreibweise des Namens übernommen wird. Die bei vielen Mineralen uneinheitliche Schreibweise ihrer Namen wurde mit der 2008 erfolgten Publikation Tidying up Mineral Names: an IMA-CNMNC Scheme for Suffixes, Hyphens and Diacritical marks bereinigt und der Švenekit wird seitdem international in der Schreibweise mit dem zugehörigen Akut geführt.
Das Typmaterial des Minerals wird ebenfalls im Prager Nationalmuseum unter der Katalog-Nr. P1p 2/99 aufbewahrt.

## Klassifikation
Da der Švenekit erst 1999 als eigenständiges Mineral anerkannt wurde, ist er in der seit 1977 veralteten 8. Auflage der Mineralsystematik nach Strunz noch nicht verzeichnet. Einzig im zuletzt 2018 überarbeiteten und aktualisierten Lapis-Mineralienverzeichnis nach Stefan Weiß, das sich aus Rücksicht auf private Sammler und institutionelle Sammlungen noch nach dieser Form der Systematik von Karl Hugo Strunz richtet, erhielt das Mineral die System- und Mineral-Nr. VII/A.12-25. In der „Lapis-Systematik“ entspricht dies der Klasse der „Phosphate, Arsenate und Vanadate“ und dort der Abteilung „Wasserfreie Phosphate [PO4]3−, ohne fremde Anionen“, wo Švenekit zusammen mit Archerit, Bario-Olgit, Biphosphammit, Buchwaldit, Iwateit, Monetit, Nahpoit, Olgit, Phosphammit und Weilit eine eigenständige, aber unbenannte Gruppe bildet.
Die seit 2001 gültige und von der International Mineralogical Association (IMA) bis 2009 aktualisierte 9. Auflage der Strunz’schen Mineralsystematik ordnet den Švenekit ebenfalls in die Abteilung der „Phosphate usw. ohne zusätzliche Anionen; ohne H2O“ ein. Diese ist allerdings weiter unterteilt nach der relativen Größe der beteiligten Kationen, so dass das Mineral entsprechend seiner Zusammensetzung in der Unterabteilung „Mit ausschließlich großen Kationen“ zu finden ist, wo es nur noch zusammen mit Monetit und Weilit die „Monetit-Gruppe“ mit der System-Nr. 8.AD.10 bildet.
Auch die vorwiegend im englischen Sprachraum gebräuchliche Systematik der Minerale nach Dana ordnet den Švenekit in die Klasse der „Phosphate, Arsenate und Vanadate“ und dort in die Abteilung der „Phosphatminerale“ ein. Hier ist er als einziges Mitglied in der unbenannten Gruppe 37.01.07 innerhalb der Unterabteilung „Wasserfreie saure Phosphate etc., mit verschiedenen Formeln“ zu finden.

## Kristallstruktur
Švenekit kristallisiert triklin in der Raumgruppe P1 (Raumgruppen-Nr. 2) mit den Gitterparametern a = 8,5606(5) Å; b = 7,6926(6) Å; c = 5,7206(4) Å; α = 92,605(6)°; β = 109,9002(6)° und γ = 109,9017(6)° sowie zwei Formeleinheiten pro Elementarzelle.

## Bildung und Fundorte
Švenekit bildet sich sekundär in der Nähe von polymetallischen Hydrothermal-Adern. Mögliche Mineral-Paragenesen wurden nicht benannte, allerdings ist die Typlokalität Grube Einigkeit bzw. der in der Originalbeschreibung benannte Geschieber-Gang reich an Mineralfunden. Beispielsweise wurden hier neben dem Švenekit mit Adolfpaterait, Běhounekit, Geschieberit, Ježekit, Línekit, Mathesiusit, Ondrušit, Slavkovit, Štěpit und Vysokýit noch 10 weitere Minerale erstmals entdeckt (Stand 2018).
Für den Švenekit sind außer seiner Typlokalität Grube Einigkeit und Geschieber-Gang bisher keine weiteren Fundorte bekannt.